# The Thrillseekers
The Thrillseekers (pseudonyme de Steve Helstrip), né le 24 octobre 1973 à York, est un disc jockey et producteur anglais, notamment connu pour son titre Synaesthesia (1999) et ses centaines de remix.